# Christian Kerez
Christian Georg Kerez (* 27. května 1962) je švýcarský architekt, fotograf architektury a profesor.

## Raný život a vzdělání
Narodil se 27. května 1962 v Curychu ve Švýcarsku jako jedno ze dvou dětí Christophu Kerezovi a Gisele Brombergové. Jeho otec byl prezidentem švýcarské asociace průmyslu drahých kamenů. Je vzdáleně příbuzný s Jamesem Kerezem-Paravicinim, který pomáhal založit Anglo-švýcarskou společnost kondenzovaného mléka. Do roku 1991 absolvoval studium architektury na ETH v Curychu.

## Kariéra
Po roce 1991 začal pracovat s Rudolfem Fontanou v Domat/Ems. V roce 1993 založil v Curychu svou architektonickou kancelář. Od roku 2001 začal pracovat na ETH a v roce 2009 se zde stal profesorem. V letech 2012 a 2013 vedl katedru Kenzo Tange na Harvard University Graduate School of Design v Cambridge. Na 15. mezinárodní výstavě architektury na Benátském bienále navrhl švýcarský pavilon. V roce 2013 se stal členem Rady architektů.
během života fotografoval pro Valeria Olgiatiho, Herzog & de Meuron, Bearth & Deplazes a Miroslava Šika.

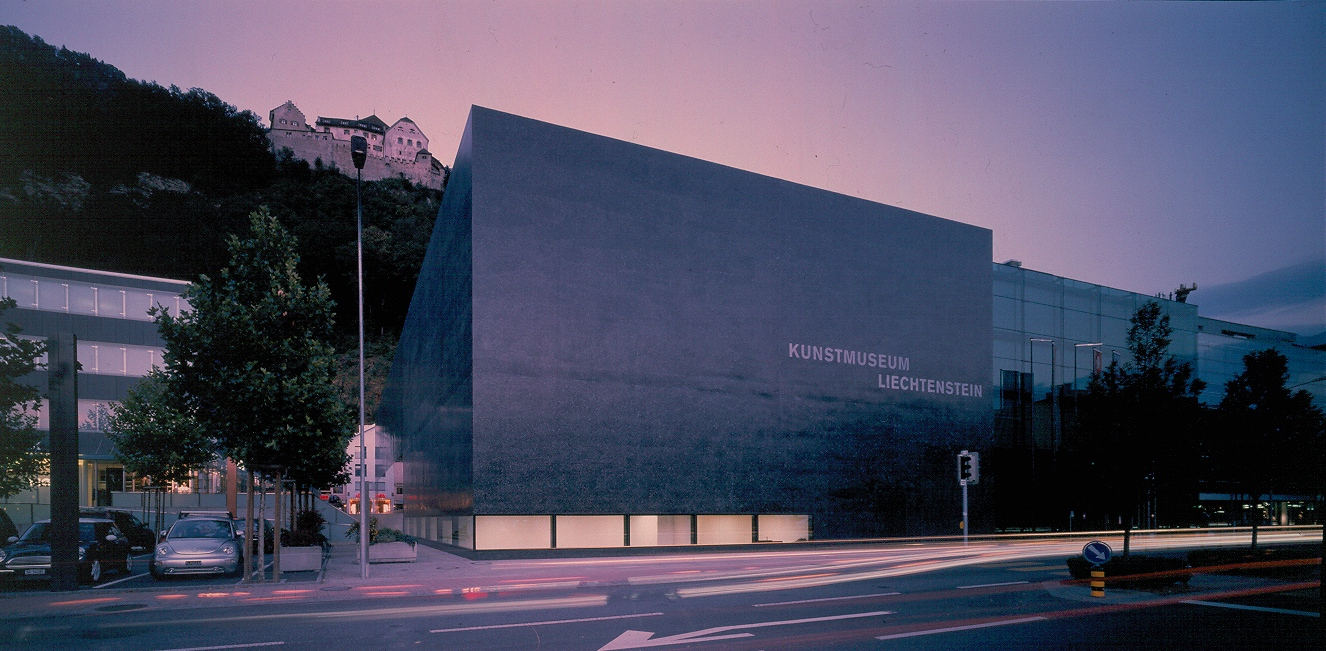
Lichtenštejnské muzeum umění, Vaduz

## Dílo
- 1998–2000: Kunstmuseum Liechtenstein, Vaduz s Morger & Degelo, Basilej
- 1999–2003: Bytový dům na Forsterstrasse, Curych
- 1999–2003: Školní budova Breiten, Eschenbach
- 2002–2009: Školní dům Leutschenbach, Curych s krajinářským architektem Maurusem Schifferlim
- 2004–2007: Dům s jednou stěnou, Curych
- 2006–2013: Dům s výhledem na jezero, Thalwil
- 2006–2014: Soutěž Muzea moderního umění, Varšava
- 2008: Holcim Competence Center, Holderbank
- 2009–2014: Dům s chybějícím sloupem, Curych
- 2009–2013: Projekt bytové výstavby Porto Seguro, Paraisopolis, São Paulo
- 2013–2018: Kancelářská budova, Lyon Confluence Îlot A3, Lyon
- 2013–2021: Dům Tomio Okamury, Praha
- 2020 – 2026 Textilmuseum, soutěž, St. Gallen
- 2021: Bahrajnský pavilon na Expo 2020 v Dubaji (odloženo o rok kvůli pandemii Covid-19)